# Betta pulchra
Betta pulchra är en fiskart som beskrevs av Tan och Tan, 1996. Betta pulchra ingår i släktet Betta och familjen Osphronemidae. Inga underarter finns listade.